# Acidicapsa ligni
Acidicapsa ligni es una especie de bacteria gramnegativa del género Acidicapsa. Fue descrita en el año 2012. Su etimología hace referencia a madera. Es aerobia e inmóvil. Catalasa positiva y oxidasa negativa. Tiene cápsula de polisacáridos. Tiene un tamaño de 0,5-0,8 μm de ancho por 1-2 μm de largo. Forma colonias no pigmentadas. Temperatura de crecimiento entre 10-33 °C, óptima de 22-28 °C. Es sensible a novobiocina. Resistente a estreptomicina, neomicina, ampicilina, cloranfenicol, kanamicina, gentamicina y lincomicina. Tiene un contenidod e G+C de 54,7%. Se ha aislado de madera en descomposición colonizada por Hypholoma fasciculare en un bosque en Holanda. 